# Acanthonotozomella barnardi
Acanthonotozomella barnardi är en kräftdjursart som beskrevs av Les Watling och Heather Holman 1980. Acanthonotozomella barnardi ingår i släktet Acanthonotozomella och familjen Acanthonotozomellidae. Inga underarter finns listade i Catalogue of Life.